# Jurswailly Luciano
Jurswailly Luciano (nascida em 25 de março de 1991) é uma handebolista neerlandesa. Integrou a Seleção Neerlandesa Feminina que terminou na quarta posição no handebol dos Jogos Olímpicos de Verão de 2016, realizados no Rio de Janeiro, Brasil. Atua como ponta direita e joga pelo clube Metz Handball. Competiu pelos Países Baixos no Campeonato Mundial de Handebol Feminino de 2013, na Sérvia.